# Pier Fritzsche
Pier Fritzsche  (n. Oscar Pier Fritzsche, Martín Coronado, Buenos Aires; 1976-Buenos Aires; 27 de noviembre de 2018) fue un bailarín y actor argentino.

## Carrera
Fritzsche se hizo notablemente conocido por sus cualidades para el baile, que supo plasmarlas en la pantalla chica argentina al integrar el equipo de partenaires estables del programa Bailando por un sueño, conducido por Marcelo Tinelli, desde 2008 hasta 2018. Allí acompañó a figuras como Karina Jelinek, Vanina Escudero, Wanda Nara, entre otras.
Participó de programas cómicos y ficciones como No hay dos sin tres, Los Roldán, La noche del Diez, Jugados por amor, Susana Giménez, Son de fierro, Soñando por bailar y Sos mi hombre, entre otros.
En teatro, llevó adelante una nutrida actividad profesional, especialmente en el género de la revista y el musical, trabajando en los espectáculos La era del pingüino, Terminestor, Corrientes esquina glamour, Más que diferente, La revista de Sofovich, La fiesta está en el lago, La fiesta en el Tabarís, Gracias a la Villa y Magnífica.
También solía dar clases y seminarios de danza, donde reunía a cientos de alumnos, y cada año bailaba en los conocidos carnavales de Gualeguaychú.

## Fallecimiento
El bailarín Pier Fritzsche murió el 27 de noviembre de 2018 a los 42 años, en los últimos tres años venía batallando con un cáncer de colon.